# 宁洱文庙
宁洱文庙，又称宁洱黉学，即普洱府文庙，位于云南省普洱市宁洱县宁洱镇新民街。始建于清雍正十年（1732年），乾隆三十二年（1767年）迁建于今址，同治元年（1862年）在杜文秀起义中被焚毁。同治十一年（1872年）重修大成殿、东西庑等。光绪五年（1879年）重修棂星门、泮池等。原建筑现存大成殿、东厢房。大成殿五开间，面阔22米，进深13米，高10米，建筑面积286平方米。2005年5月23日公布为第五批宁洱县文物保护单位，2023年12月27日公布为第三批普洱市文物保护单位。